# E-Prime
E-Prime (que significa English Prime) és una manera de parlar anglès sense usar el verb "ser" o "estar", en anglès to be, en qualsevol part (be, is, am, are, was, were, been, being). En canvi, un parlant d'E-Prime usa verbs diferents com "fer-se" (en anglès to become), "romandre" (to remain), i "igualar-se" (to equal) per construir la frase i mostrar qui o que fa l'acció. David Bourland, que havia estudiat Semàntica General, va proposar l'E-Prime en 1965.
L'E-Prime no és un idioma o una forma diferent de l'anglès, és només una manera diferent de pensar i de referir-se al món.